# ثيب (حريب)

تعديل مصدري - تعديل

ثيب هي إحدى قرى عزلة شرق السيح بمديرية حريب التابعة لمحافظة مأرب، بلغ تعداد سكانها 580 نسمة حسب تعداد اليمن لعام 2004.